# Thomas Henry Holland

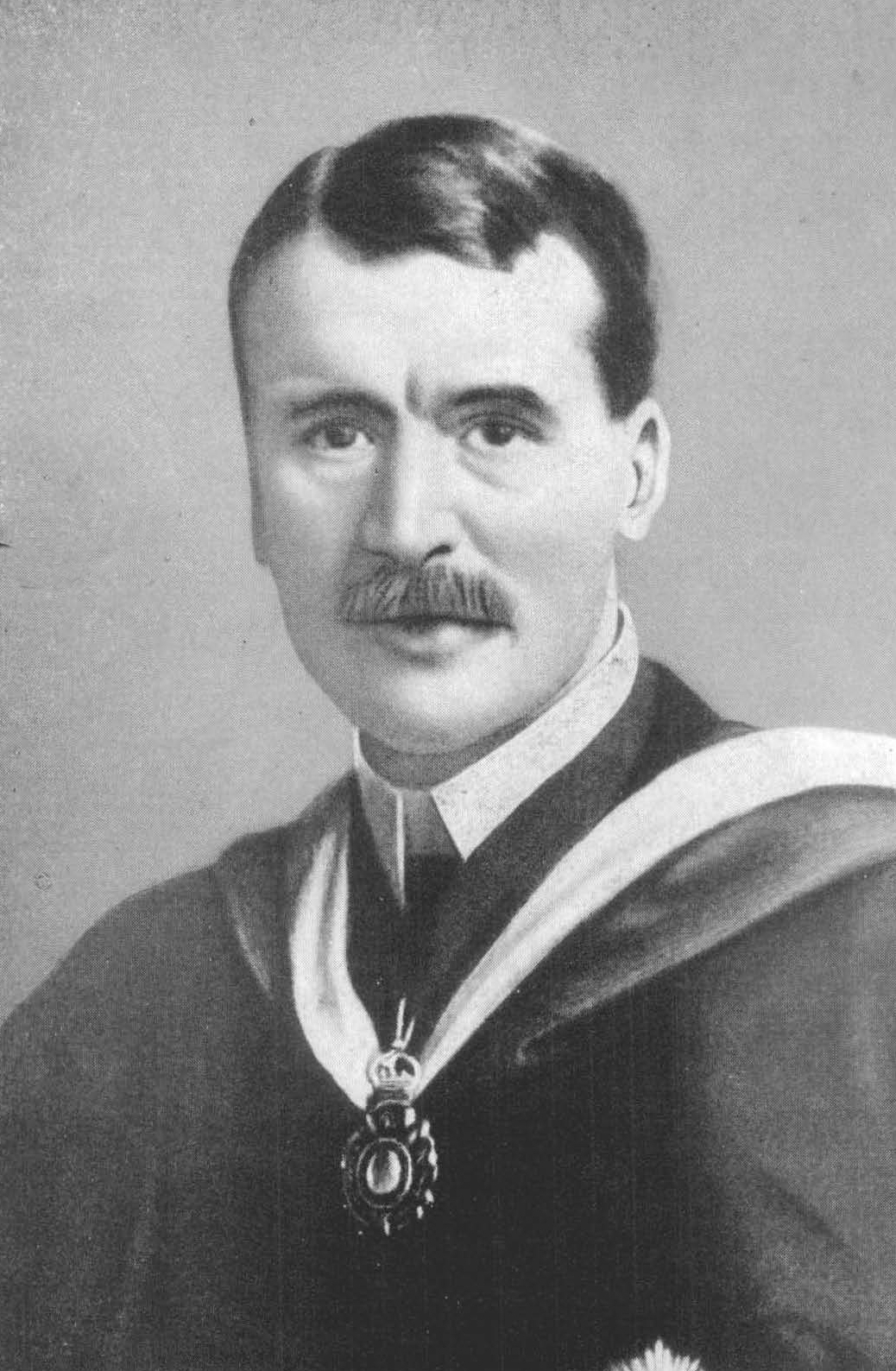
Ein Bild T.H.Holland

Sir Thomas Henry Holland (* 22. November 1868 in Helston; † 15. Mai 1947 in Surbiton, Surrey) war ein britischer Geologe und Hochschullehrer, der zeitweilig als Direktor der Geological Survey of India wirkte.

## Leben
Holland war eines der acht Kinder von John Holland und Grace Treloar Roberts. Seine Schulzeit absolvierte er in seiner Geburtsstadt Helston. Danach studierte Holland ab 1884 am Royal College of Science in South Kensington, wo er 1888 mit besten Ergebnissen seinen Abschluss in Geologie machte. Daran schloss sich eine Assistentenzeit am Owens College in Manchester an.
Im Jahr 1890 ging er im Alter von 21 Jahren mit Zwischenaufenthalten in den Vereinigten Staaten, Kanada und dem Fernen Osten nach Indien und wurde in Kalkutta an der Geological Survey of India (GSI), der obersten geologischen Behörde des Landes, als Assistent angestellt. Seine Tätigkeit als Kurator des geologischen Museums und Laboratoriums begann im Oktober 1890. In Kalkutta lehrte er ab 1892 am Presidency College Geologie. In dieser Zeit befasste er sich mit dem bis dahin kaum untersuchten kristallinen Gestein des St. Thomas Mount, das in Indien großflächig auftritt, in anderen Gegenden der Welt aber seltener zu finden ist. Die besondere mineralische Zusammensetzung des Gesteins bemerkte bereits Thomas Oldham, der erste Direktor der Geological Survey of India.
 Holland beobachtete, dass dieses Gestein für das Grabmal von Job Charnock (1630–1692), dem Gründer der Stadt Kalkutta, verwendet worden war. Seine Ergebnisse präsentierte er 1893 bei einer Zusammenkunft der Asiatic Society of Bengal. Weil er das Gestein als ein Vertreter mit eigenständigen petrographischen Merkmalen erkannte, erhielt es von ihm den Namen Charnockit. Seine diesbezügliche wissenschaftliche Erstbeschreibung stammt aus dem Jahr 1900.
Im Jahr 1893 (2. Auflage 1898) publizierte Holland im Manual of the Geology of India als ersten Band der Reihe Economic Geology seine Arbeiten über den Korund und dessen Edelsteinvarietäten mit den Fundstellen in Indien und benachbarten Gebieten. Die Publikation beschreibt die Lagerstätten und die lithologischen Zusammenhänge ihrer Vorkommen. In den Darstellungen wird auf traditionelle sowie moderne Verwendungen und Verarbeitungen des Minerals eingegangen. Die Ausführungen ergänzen mehrere Kartenbeilagen.
Zwischen 1903 und 1909 war Holland Direktor von der Geological Survey of India. Von 1922 bis 1929 stand er dem Imperial College in London als Rektor vor. Zwischen 1929 und 1944 wirkte Holland als Principal der University of Edinburgh.
1913 bis 1923 gab er die Reihe Provincial Geographies of India (Cambridge University Press) heraus.

## Würdigungen und Funktionen
- Vizepräsident der Geological Society of London
- gewähltes Mitglied (Fellow) der Royal Society (1904)
- Ehrendoktorwürde der University of Calcutta (1908)[2]
- KCIE für wissenschaftliche Leistungen (1908)
- KCSI für Kriegsverdienste (1918)
- Mitglied der Royal Society of Edinburgh (1930)[3]
- 1939 erhielt er die Albert Medal der Royal Society of Arts.

## Ausgewählte Publikationen
- The Charnockites Series, a Group of Archean Hypersthenic Rocks in Peninsular India. In: Memoirs of the Geological Society of India, Jg. 28 (1900), S. 119–249